# Акимов, Сергей Титович
Серге́й Ти́тович Аки́мов (13 октября 1929 — 13 сентября 1993) — машинист экскаватора Михайловского горно-обогатительного комбината, почётный гражданин города Железногорск Курской области, Герой Социалистического Труда (1971). Первопроходец Михайловского месторождения железной руды.

## Биография
Родился 13 октября 1929 года в селе Колпаково Иванинского, ныне Курчатовского района Курской области. Участвовал в Великой Отечественной войне. После окончания войны до 1947 года трудился в колхозе «Рассвет». С 1947 по 1949 года работал грузчиком на сахарном заводе в селе Любимовка Курской области. С 1949 по 1953 год проходил срочную службу в рядах Советской Армии. После демобилизации работал токарем на Льговском литейно-механическом заводе. С 1954 по 1956 год был помощником машиниста экскаватора Керченского и Днепропетровского строительных управлений треста «Союзэкскавация». В 1956 году переведён на работу машинистом экскаватора на Лебединский рудник в город Губкин Белгородской области.
С сентября 1957 года участвовал в разработке месторождения железной руды Михайловского ГОКа. Был первопроходцем, участвовал в добыче первой руды. С 1957 по 1974 год работал машинистом экскаватора. С именем Сергея Титовича Акимова связывалось рождение громких починов и инициатив среди экскаваторщиков отрасли. Акимов первым в карьере начинал вскрышные работы и первым освоил погрузку руды со склада на железнодорожный транспорт. За высокие производственные результаты, большой вклад в развитие чёрной металлургии Сергею Титовичу было первым на комбинате присвоено звание ударника коммунистического труда. Трудовая деятельность Акимова была тесно связана с общественной работой. Он был профгруппоргом, членом профсоюзного комитета рудоуправления. С 1967 года С. Т. Акимов постоянный член и председатель комиссии по охране труда Курского областного Совета профсоюзов, избирался делегатом межсоюзных конференций Курского облсовпрофа, делегатом X, XIV и XVI съездов ВЦСПС, на которых избирался членом Центральной ревизионной комиссии. В марте 1971 года за достигнутые высокие производственные показатели в выполнении годовых и пятилетних планов С. Т. Акимову было присвоено звание Героя Социалистического Труда с вручением золотой медали «Серп и Молот» и ордена Ленина.
С 1974 по 1990 год Сергей Титович работал машинистом—инструктором экскаватора, мастером производственного обучения, возглавлял Совет наставников Михайловского ГОКа. Награждён знаком ВЦСПС и ЦК ВЛКСМ «Наставник молодежи», медалью «За доблестный труд», знаком «За активную работу в профсоюзах», медалью «Ветеран труда». С. Т. Акимов — Почётный ветеран труда Михайловского ГОКа. Избирался депутатом Железногорского городского Совета народных депутатов, членом Железногорского горкома КПСС. Умер 13 сентября 1993 года